# Johannes Dietz Degen
Johannes Georg Theodor Dietz Degen (geboren 11. Januar 1910 in Borsdorf; gestorben 6. Dezember 1989 in Härnösand, Schweden) war ein deutsch-schwedischer Musikwissenschaftler.

## Leben

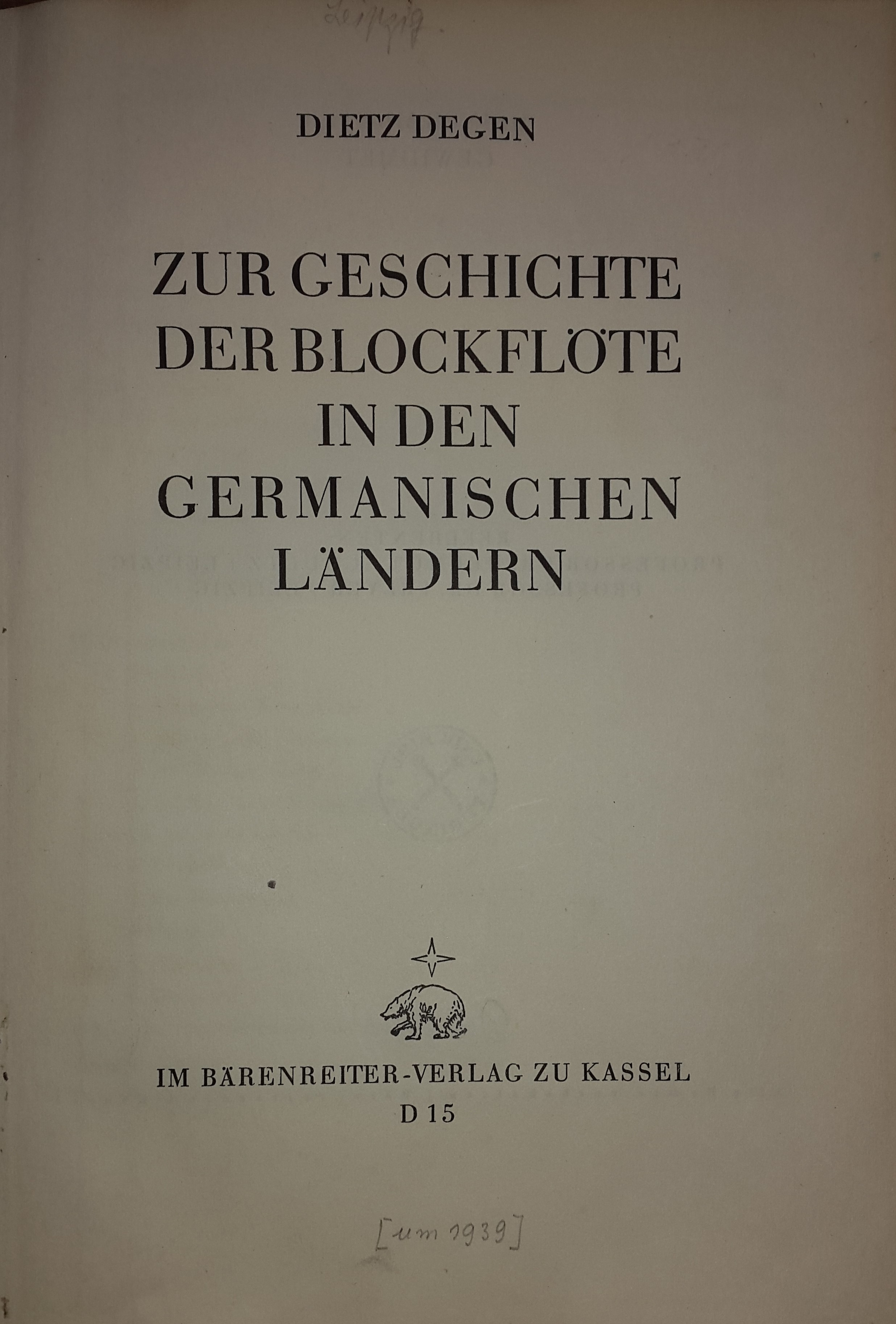
Blockflöte (1939)

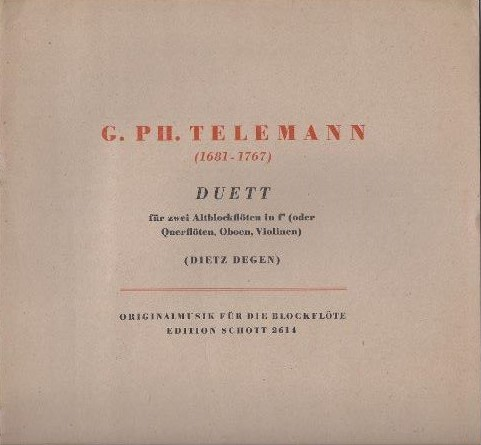
Georg Philipp Telemann (1937)

Dietz Degen war ein Sohn des Verlagsbuchhändlers und Schriftstellers Richard Degen (1872–1922) und der Johanna Kratz. Er besuchte das Nikolaigymnasium in Leipzig und studierte Musik und wurde 1939 an der Universität Leipzig bei Helmut Schultz und Hans Freyer mit einer Dissertation zur Geschichte der Blockflöte promoviert. Das Buch wurde bei Bärenreiter mehrfach neu aufgelegt. Degen engagierte sich nach der Machtübergabe an die Nationalsozialisten 1933/34 in der Hitlerjugend. Er war Mitglied im NSKK, beantragte am 29. Juni 1937 die Aufnahme in die NSDAP und wurde rückwirkend zum 1. Mai desselben Jahres aufgenommen (Mitgliedsnummer 4.946.381).
Seit 1939 arbeitete er als Lehrer an der Musikhochschule Leipzig. Im Zweiten Weltkrieg war er als Angehöriger des Einsatzstabs Reichsleiter Rosenberg (ERR) im besetzten Frankreich mit dem Raub von Musikalien aus jüdischem Besitz befasst.
Nach dem Zweiten Weltkrieg emigrierte Degen 1947 nach Schweden, wo er als Musikpädagoge arbeitete. Er gab unter anderem Blockflötenmusik von Georg Philipp Telemann heraus.

## Schriften (Auswahl)
- Zur Geschichte der Blockflöte in den germanischen Ländern. Kassel : Bärenreiter, 1939 Leipzig, Phil. Diss.
- Das graue Haus. Gedichte. Härnösand : Selbstverlag, 1967